# Al Hamra Village
Al Hamra Village ⊙ (deutsch, etwa: das Rote Dorf) ist das zweitgrößte Bauprojekt im arabischen Emirat Ra’s al-Chaima. Das Projekt wird von der staatseigenen Firma Al Hamra Real Estate realisiert.
Der Name leitet sich von der nahegelegenen Siedlung Al Hamra ab. Diese erhielt ihren Namen vermutlich aufgrund der roten Sanddünen in der Region; al hamra bedeutet im Arabischen das Rote. Mit einer Gesamtfläche von circa 5 km² ist die Siedlung nahezu doppelt so groß wie beispielsweise die Landfläche der Inselgruppe Al Marjan. Die Lage ist außerhalb von Ra’s-al-Chaima-Stadt zwischen der Siedlung Al Hamra und dem Bin Majid Beach Resort auf der ehemaligen Insel Red Island in der Region Al Dschasira  (deutsch: die Insel). Das Bauprojekt befindet sich, wie das Mischgebiet Mina Al Arab, auf einer ehemaligen Lagunenfläche mit einer natürlichen Insel, die zur Realisierung des Projektes großflächig aufgeschüttet wurde und von, nun schiffbaren, Kanälen durchzogen ist.

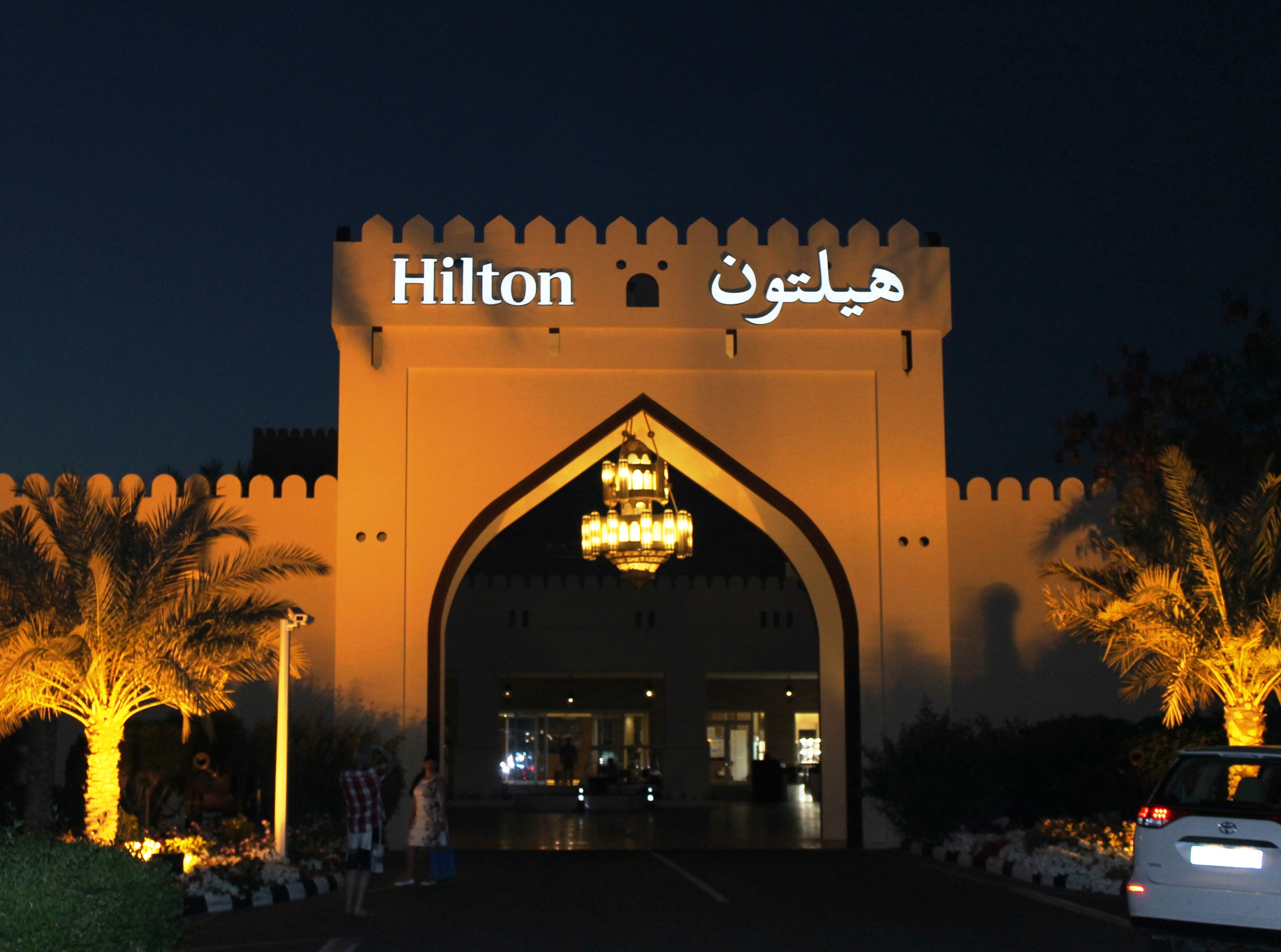
Eingang zum Al Hamra Fort Hotel & Beach Resort

Die Siedlung beinhaltet mehrere öffentlich zugängliche Einrichtungen wie den 18-Loch-Golfplatz des Al Hamra Golf Clubs oder das Einkaufszentrum Al Hamra Mall. Zudem verfügt die künstliche Lagune über den ersten Yachthafen in Ra’s al-Chaima. Um, vor allem europäischen Interessenten, die Möglichkeit zu eröffnen, in dem Emirat dauerhaft ansässig zu werden, werden zahlreiche Villen und Mehrfamilienhäuser errichtet. Neben dem bereits 1999 eröffneten Al Hamra Fort Hotel & Beach Resort befindet sich zurzeit ein weiteres Hotel in Al Hamra Village im Bau, das Al Hamra Palace Hotel, das mit einer Höhe von 116 Metern und 22 Stockwerken zu den höchsten Bauten im Emirat zählt. Beide Hotels sind im arabischen Stil erbaut und fügen sich in das Gesamtkonzept der Anlage ein, da alle weiteren Gebäude ebenfalls in arabischer Bauart errichtet wurden, beispielsweise mit den charakteristischen Windtürmen.

## Entwicklung
Der Beginn der baulichen Aktivitäten, um den Tourismus in Ra’s al-Chaima zu fördern, ist auf die Ernennung von Saud Bin Saqr Al Qasimi als stellvertretenden Herrscher des Emirats im Jahr 2003 zurückzuführen, der es sich zum Ziel gesetzt hat, mit Tourismus und Industrie die Wirtschaft des Emirates zu verändern. Ende April 2004 begannen die Arbeiten an dem Projekt. Zur gleichen Zeit begannen die Vermarktung und der Verkauf der Wohneinheiten in der ersten Phase; diese umfasst 200 Villen und 320 Apartments. Im September 2004 folgte dann die zweite Phase des Projektes, die 200 Villen, 180 Apartments und 50 Doppelhaushälften einschloss. Zu dieser Zeit waren 3/4 der ersten Phase verkauft. Im Februar 2007 wurde auch die dritte Phase zum Verkauf freigegeben mit 14 Mehrfamilienhäusern, die insgesamt 3900 Wohnungen beherbergen, sowie 700 weiteren Villen und 1000 zusätzlichen Apartments. Die vierte und fünfte Phase des Projektes werden verzögert und vermutlich in ihrem Volumen zurückgestuft; dies wurde im Mai 2009 bekannt.